# Renata Dancewicz
Renata Dancewicz (ur. 7 lutego 1969 w Lesznie) – polska aktorka i brydżystka. Laureatka nagrody indywidualnej w kategorii najlepsze role drugoplanowe w trzech filmach: Tato (1995), Deborah (1995) i Pułkownik Kwiatkowski (1995) na Festiwalu Polskich Filmów Fabularnych w Gdyni.

## Życiorys
Jest córką kierowcy i ekonomistki. Ukończyła I Liceum Ogólnokształcące im. Mikołaja Kopernika w Lubinie. Jako nastolatka interesowała się historią starożytną. Przez dwa lata studiowała w Państwowej Wyższej Szkole Filmowej, Telewizyjnej i Teatralnej w Łodzi, do której dostała się za drugim podejściem. Przez rok studiowała prawo na Uniwersytecie Warszawskim.
Występy na scenie zaczęła w klasie maturalnej, grając Klarę w szkolnej inscenizacji dramatu Aleksandra Fredry Śluby panieńskie. Profesjonalną karierę zaczynała w Teatrze Dramatycznym im. Jerzego Szaniawskiego w Wałbrzychu, w którym występowała przez kilka sezonów. Była również związana z Teatrem Kwadrat.
W 1993 zadebiutowała na wielkim ekranie rolą Anki w Samowolce Feliksa Falka. W następnych latach zagrała pierwszo- lub drugoplanowe role w kolejnych filmach, takich jak Wynajmę pokój... (1993), Diabelska edukacja (1995), Deborah (1995), Pułkownik Kwiatkowski (1995), Tato (1995), Eukaliptus (2002), E=mc² (2002), Siedem przystanków na drodze do raju (2003), Pamiętasz mnie? (2007), 33 sceny z życia (2008), Prosto z nieba (2011) czy Bejbi blues (2012). Za role w Tacie, Deborah i Pułkowniku Kwiatkowskim otrzymała nagrodę dla najlepszej aktorki drugoplanowej na XX Festiwalu Polskich Filmów Fabularnych w Gdyni.
Na małym ekranie pojawiła się po raz pierwszy w 1994, grając Agnieszkę Piotrowską w serialu Radio Romans. Następnie grała Beatę, jedną z głównych bohaterek serialu TVP1 Ekstradycja (1995–1999). W międzyczasie wcielała się także w postać Izy w serialu Siedlisko (1998). W 2000 wystąpiła w reklamie MK Café. Od 2003 występuje jako Weronika Wilk w serialu TVN Na Wspólnej.
Była na okładkach magazynów, takich jak „Playboy Polska” (w czerwcu 1996 i kwietniu 2003), „Twój Styl” (w grudniu 1996), „CKM” (w listopadzie 2001), „Gala” (w listopadzie 2002 i lipcu 2003), „Olivia” (w maju 2012), „Tele Tydzień” (w grudniu 2012), Kobieta i Życie” (w lutym 2013) i „Gazeta Wyborcza” (w czerwcu 2021).
Wiosną 2006 uczestniczyła w trzeciej edycji programu rozrywkowego TVN Taniec z gwiazdami.
Jest członkinią Polskiego Związku Brydża Sportowego z tytułem Mistrza Międzynarodowego. W 2006 została odznaczona Brązowym Medalem Polskiego Związku Brydża Sportowego.

## Życie prywatne
Ze związku z przedsiębiorcą i brydżystą Tomaszem Winciorkiem ma syna Jerzego (ur. 15 września 2003).
Deklaruje się jako ateistka i feministka. Popiera prawa osób LGBT i ruchy na rzecz prawa do aborcji.

## Filmografia
- 1993: Samowolka – Ania
- 1993: Komedia małżeńska – Maggie

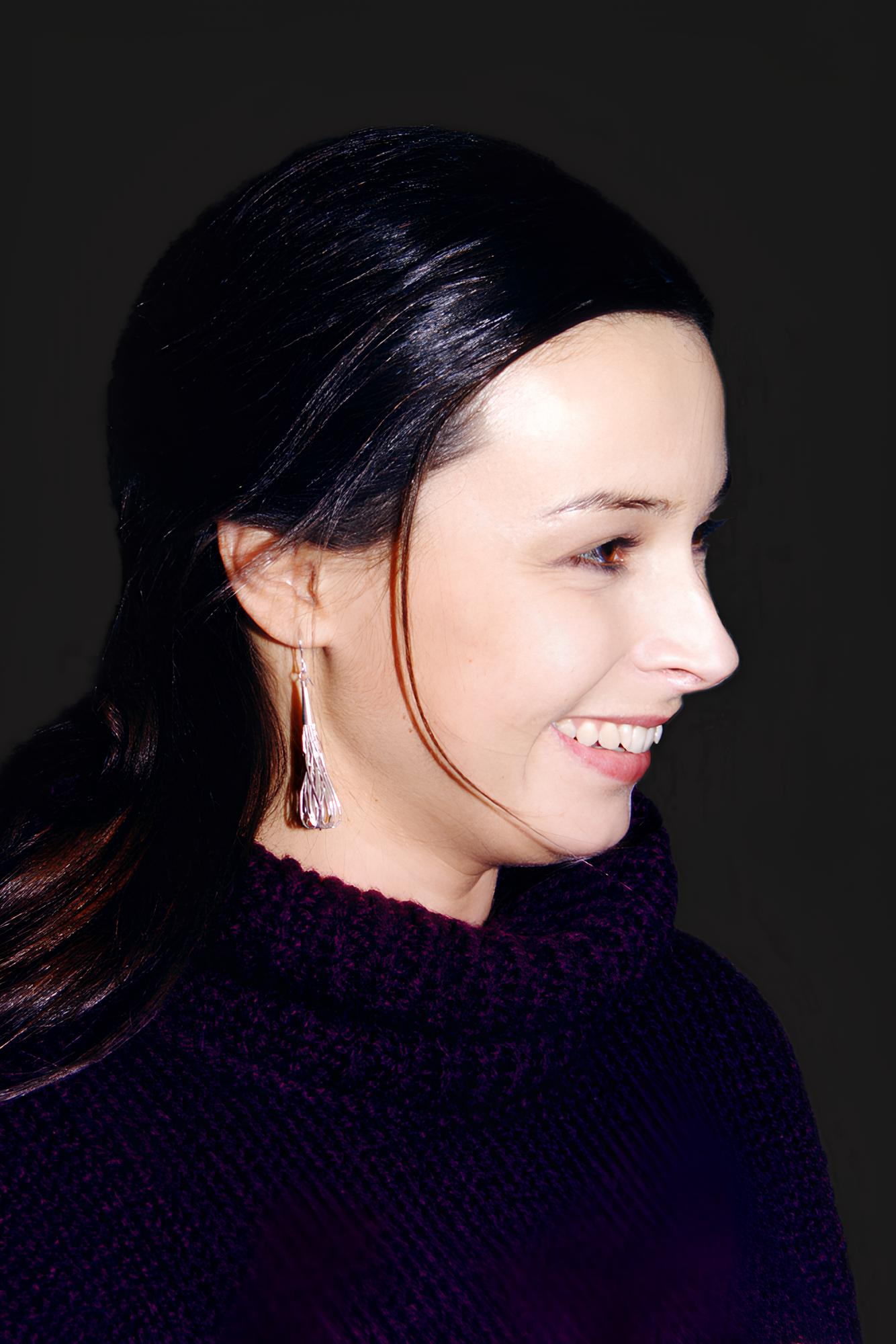
Dancewicz (2001)

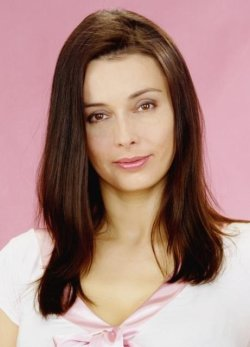
Dancewicz (2008)

- 1993: Do widzenia wczoraj. Dwie krótkie komedie o zmianie systemu – uczennica Kasia
- 1993: Wynajmę pokój... – Ewa
- 1994: Oczy niebieskie – pielęgniarka
- 1994–1995: Radio Romans – Agnieszka Piotrowska
- 1995: Diabelska edukacja – Gosia
- 1995: Sukces – kelnerka w „Beduinie” (odc. 4)
- 1995: Ekstradycja – Beata
- 1995: Deborah – Debora Grosman
- 1995: Pułkownik Kwiatkowski – Krysia
- 1995: Tato – nauczycielka Kasi
- 1996: Ekstradycja 2 – Beata
- 1997: Oczekiwania – Helena
- 1998: Gniew – Magda
- 1998: Ekstradycja 3 – Beata
- 1998: Siedlisko – Iza, żona Jacka
- 2000: Sukces – Magda Król
- 2001: Eukaliptus – Lo
- 2002: E=mc² – Marta Nowicka
- 2003: Siedem przystanków na drodze do raju – Głodna
- 2003: Zostać miss 2 – Daria
- od 2003: Na Wspólnej – Weronika Wilk
- 2006: Kryminalni – Joanna Rudnicka „Blondi” (odc. 40)
- 2007: Pamiętasz mnie? – żona
- 2008: 33 sceny z życia – Małgośka, przyjaciółka Julii
- 2008: Niania – gwiazda serialu (odc. 92)
- 2008: Daleko od noszy – Monika Wiłkowicz (odc. 167)
- 2009: Whisky z mlekiem
- 2010: Ojciec Mateusz – Aneta Randa (odc. 53)
- 2010: Szpilki na Giewoncie – Anna, przyjaciółka Elizy (odc. 9 i 13)
- 2011: Prosto z nieba – żona ochroniarza
- 2011: Komisarz Alex – Aleksandra Rajska (odc. 9)
- 2013: Bejbi blues – Dorota, koleżanka matki Natalii
- 2013: Prawo Agaty – Marta, żona Majewskiego
- 2013: Ostra randka – głos mamy Gosi
- 2017: Komisarz Alex – Jusińska (odc. 122)
- 2019: Pisarze. Serial na krótko – pacjentka (odc. 3)
- 2021: Wojenne dziewczyny – matka „Nitki”
- 2021: Komisarz Mama – Żaneta Lewicka (odc. 17)
- 2022: Gang Zielonej Rękawiczki – Anna, córka Krystyny (odc. 4, 6)
- 2022: Mój agent[13] – Krystyna Krantz
- 2023: Kobieta z... –  bratowa Andrzeja/Anieli
- 2024: Wrooklyn Zoo –  Ewa, wychowawczyni Kosy
- 2024: Krew z krwi  –  Agata Muszyńska (odc. 1,4,6,7,9)
- 2025: Aniela –  piosenkarka Zofia Leszczyńska, nowa partnerka Jana (odc. 1, 2, 3, 4, 5, 6, 8)

## Dubbing
- 2006: Stefan Malutki – Basia